# Vredehof (Soest)
Vredehof is een dubbele villa aan de Bosstraat 12-14 in Soest.
De villa werd in 1907 gebouwd voor christen-anarchist Lodewijk van Mierop (1876-1930) naar een ontwerp van architect A.J. Sauers uit Groningen. Van Mierop was mede-oprichter van de Rein Leven Beweging die in 1901 was opgericht. De villa is gebouwd in cottagestijl omgeven door een gazon met bostuin. De twee helften zijn later samengevoegd tot één villa.
Van Mierop liet op zijn uitnodiging ook zijn vriend Felix Ortt op Vredehof wonen. Van Mierop en zijn vrouw lieten in 1913 naast Vredehof op Bosstraat 16-18 de Engendaalschool met onderwijzerswoning bouwen. De school werd opgezet met steun van de door Orrt opgerichte stichting Chreestarchia en werkte op humanitaire grondslag. Chreestarchia was gevestigd in een deel van de villa. De Engendaalschool zou in 1923 verhuizen naar de Molenstraat en kreeg in 1928 de naam Van der Huchtschool.
Twee straten vlak bij de Vredehof kregen later de naam Felix Orttlaan en Van der Huchtlaantje. Een andere bewoner van Vredehof was Rinke Tolman.
De villa Vredehof moet niet verward worden met Park Vredehof in Soest-noord.